# Emi van Driel
Emi van Driel (* 11. Juni 2000 in Breda) ist eine niederländische Beachvolleyballspielerin.

## Karriere
Van Driel spielte 2016 ihre ersten Turniere mit Raïsa Schoon. National schaffte das Duo Turniersiege in Vlissingen und Ameland und einige dritte Plätze. Bei der U19-Weltmeisterschaft in Larnaka kamen Schoon/van Driel auf den 33. Platz. 2017 gewannen sie die nationalen Turniere in Arnhem, Werkendam, Ameland und Hoek van Holland. Beim Drei-Sterne-Turnier der FIVB World Tour in Den Haag schieden sie früh aus. Beim CEV-Turnier in Vilnius kamen sie auf den 17. Platz. Bei der U18-Europameisterschaft in Kasan unterlagen sie erst im Finale gegen Botscharowa/Woronina. Im Oktober wurden sie Neunte des Ein-Stern-Turniers in Aalsmeer.
2018 gewannen sie die nationalen Turniere in Zutphen, Arnhem und Vrouwenpolder. Bei der U19-Weltmeisterschaft in Nanjing wurden sie nach einer erneuten Final-Niederlage gegen Botscharowa/Woronina Zweite. Bei den Olympischen Jugendspielen in Buenos Aires wurde sie Neunte, nachdem sie im Achtelfinale die nächste Niederlage gegen die Russinnen kassierten. 2019 gewannen Schoon/van Driel auf der FIVB World Tour die Ein-Stern-Turniere in Göteborg und Alba Adriatica. Sie wurden Dritte in Budapest und Knokke-Heist und Neunte beim Zwei-Sterne-Turnier in Zhongwei. Bei der U20-EM in Göteborg blieb ihnen wieder der zweite Platz hinter Botscharowa/Woronina. Auch national waren Schoon/van Driel weiter erfolgreich. Sie gewannen die Turniere in Utrecht und Vrouwenpolder und weitere Medaillen.
2020 und 2021 bildete van Driel ein Duo mit ihrer älteren Schwester Mexime. Im ersten Jahr waren die Schwestern nur national aktiv. Nachdem sie bei den ersten vier Turnieren das Podium immer knapp verpassten, wurden sie Zweite in Breda und Dritte in Utrecht. Bei ihrem einzigen internationalen Auftritt im September beim Turnier King of the Court in Utrecht erreichten sie den zweiten Platz. 2021 spielten sie auf den 4-Sterne FIVB-Turnieren in Doha und Cancún und erreichten die Plätze 41, 41, 25 und 33. Mit Raïsa Schoon unterlag Emi van Driel bei der U22-Europameisterschaft in Baden erneut im Finale gegen die Russinnen Botscharowa/Woronina.
2022 war Pleun Ypma van Driels Partnerin. Die Niederländerinnen siegten im Juni beim King of the Court in Hamburg. Seit Ende 2022 spielte van Driel mit Brecht Piersma. Die beiden gewannen im Dezember das Future-Turnier in Den Haag. Im Mai 2023 siegten die beiden mit dem Nationalteam ihrer Heimat bei der Qualifikation zum CEV Beachvolleyball Nations Cup. Im Juli wurden sie niederländische Meisterinnen und belegten anschließend bei der Europameisterschaft 2023 in Wien Platz fünf. Eine Saison später bildeten Kirsten Bröring und Emi van Driel ein neues Duo. Sie erreichten zunächst zwei Finalplätze bei der nationalen Beachserie. Ihr bis dahin größter gemeinsamer Erfolg gelang ihnen jedoch am 16. Juni 2024, als sie als Nationalteam zusammen mit Brecht Piersma und Wies Bekhuis im Endspiel im  Nations Cup siegten und so ihrem Heimatland einen zweiten Startplatz bei den Olympischen Spielen in Paris sicherten. Diesen nahm jedoch das Nederlands Olympisch Comité nicht wahr, da keine der vier Spielerinnen die nationalen Vorgaben für die Teilnahme erfüllte, während der Qualifikationsphase einen Platz im Viertelfinale eines Elite16 zu erreichen. Bröring und Van Driel wurden anschließend Neunte bei der EM und standen im Endspiel der Landesmeisterschaft.
Mit ihrer neuen Partnerin Wies Bekhuis hat die in der Provinz Noord-Brabant geborene Sportlerin am 9. April 2025 in Brasilia die Vorgabe für die Olympiateilnahme sogar übertroffen, leider für das Duo ungefähr zehn Monate zu spät. Nichtsdestotrotz war der vierte Rang in der Hauptstadt des größten südamerikanischen Landes das sportlich wertvollste Resultat für beide bis zu diesem Zeitpunkt. Nach dem Sieg in der Qualifikation über die US-Amerikanerinnen Anderson / Bauer und den dritten Platz im Pool durch den Erfolg gegen deren Landsfrauen Deberg / Rodriguez bezwangen sie nacheinander die Schweizerinnen Hüberli / Kernen, die Italienerinnen Gottardi / Orsi Toth und die Kanadierinnen Melissa / Brandie, ehe sie in der Vorschlussrunde von den zweimaligen Gewinnerinnen des World Tour Finales Kristen Nuss / Taryn Brasher gestoppt wurden, die sie auch schon in der Gruppe geschlagen hatten, und danach auch im kleinen Finale gegen die Olympiasiegerinnen von Paris unterlagen.